# Gaston Huet
Pour les articles homonymes, voir Huet.
 (mars 2019).
Si vous disposez d'ouvrages ou d'articles de référence ou si vous connaissez des sites web de qualité traitant du thème abordé ici, merci de compléter l'article en donnant les références utiles à sa vérifiabilité et en les liant à la section « Notes et références ».
Gaston Huet, (4 avril 1910 - Plauzat, 24 avril 2002 - Vouvray) est un viticulteur français qui a été surnommé le pape du Vouvray.

## Biographie

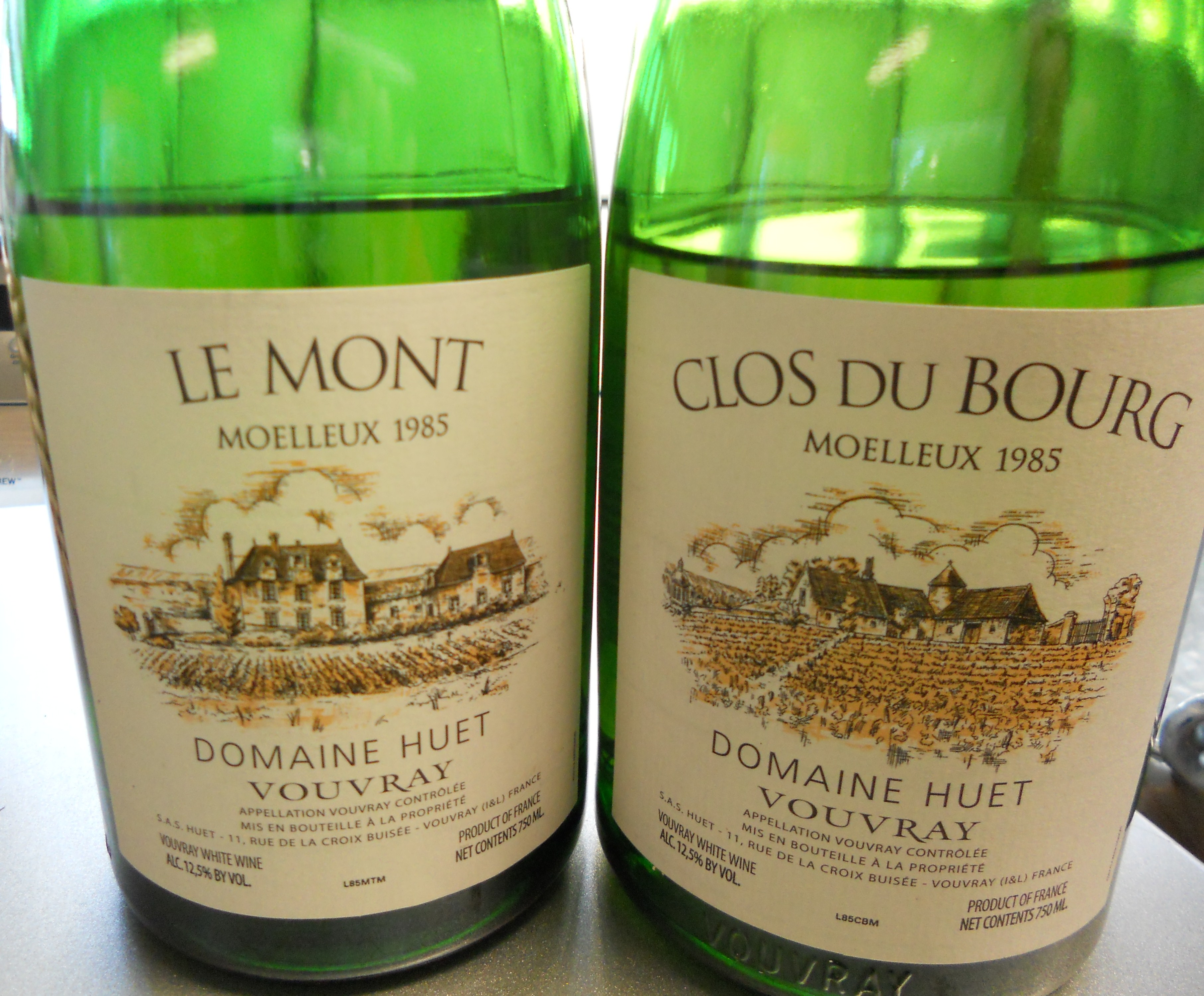
Vouvray AOC moelleux Domaine Huet 1985

Né dans le massif central, d'une famille modeste qui s'est enrichie en tenant un café à Paris, il est arrivé à l'âge de 18 ans à Vouvray, où avec son père Victor il a fondé le domaine Huet, en rachetant la propriété du Haut-Lieu au-dessus des coteaux de Vouvray. Au fur et à mesure des années, il a étendu l'exploitation en rachetant les domaines du Clos du Bourg et du Mont.
Officier du train, il fut prisonnier dès le début de la guerre avec son régiment lorsqu'il tenta de rejoindre l'Angleterre. Mis en camp de prisonniers, Gaston Huet arriva à organiser une dégustation de vins de la France entière, en demandant à tous ses camarades prisonniers de leur faire parvenir du vin de leur région.
Il a été pendant quarante-deux ans maire sans étiquette de Vouvray (1947-1989). Il a établi des liens étroits entre Vouvray et la ville de Randersacker (Allemagne).
Il a promu l'appellation « Vouvray » au travers de la Confrérie des chevaliers de la Chantepleure. Le 13 novembre 1979, alors qu'il était président du C.I.V.T.L. (Comité Interprofessionnel des Vins de Touraine et Loire), il fit obtenir le décret reconnaissant au Touraine Primeur une Appellation d'Origine Contrôlée.
Il fonda avec Michel Debré le lycée viticole d'Amboise, dont il présida le conseil d'administration jusqu'à sa mort, mais c'est au collège de Vouvray que son nom a été donné le 10 mai 2007.
Il a eu trois enfants, Jacqueline Huet-Arnoux, Marie-Francoise Pinguet (artiste) et Jean Huet (photographe).

## Domaine Huet
Le Domaine Huet a été fondé en 1928 par Victor Huet et son fils Gaston. Il s'étend aujourd'hui sur 35 hectares sur le coteau de Vouvray. Il est composé de trois domaines :
- Le Haut-Lieu, de 15 hectares ;
- Le Clos du Bourg, de 6 hectares acquis en 1953 ;
- Le Mont, de 9 hectares acquis en 1957.

La totalité de l'exploitation est plantée en chenin et exploitée en agriculture biodynamique. Le domaine Huet a acquis sa réputation internationale en partie grâce à des vins exceptionnels comme les moelleux première trie 1947, 1959, 1989, 2009, 2015 ou 2016.
La société a été en partie vendue en 2003 à un milliardaire américain d'origine philippine Monsieur Anthony Hwang (propriétaire du Domaine Királyudvar en Hongrie), Noël Pinguet (gendre de Gaston Huet) resta le gestionnaire et vinificateur du domaine jusqu'en février 2012,.